# رنگر ون در زنده
رنگر ادریان ون در زنده (تلفظ هلندی: [ˈrɛ.ŋər vɑn dər ˈzɑn.də]؛ متولد ۱۶ فوریه ۱۹۸۶) یک راننده مسابقه اهل هلند است که در حال حاضر در مسابقات قهرمانی اتومبیل های ورزشی ایمسا برای چیپ گاناسی مسابقه می دهد.  او پسر قهرمان ملی رالی کراس هلند در سال ۱۹۷۸ رونالد ون در زنده است.
رنگر با شریک زندگی خود کارلین و دخترشان در آمستردام زندگی می کند.

## حرفه کاری

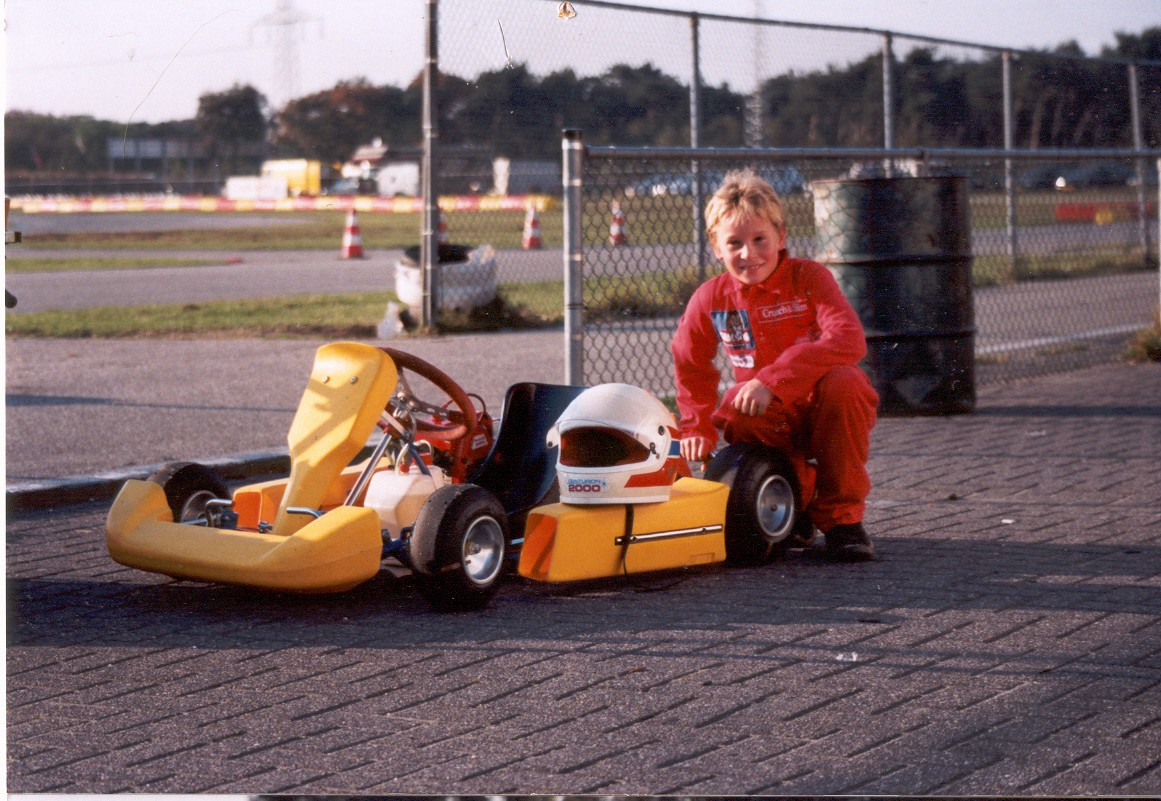
ون در زنده در سال ۱۹۹۸ و اولین حضور در مسابقات کارتینگ

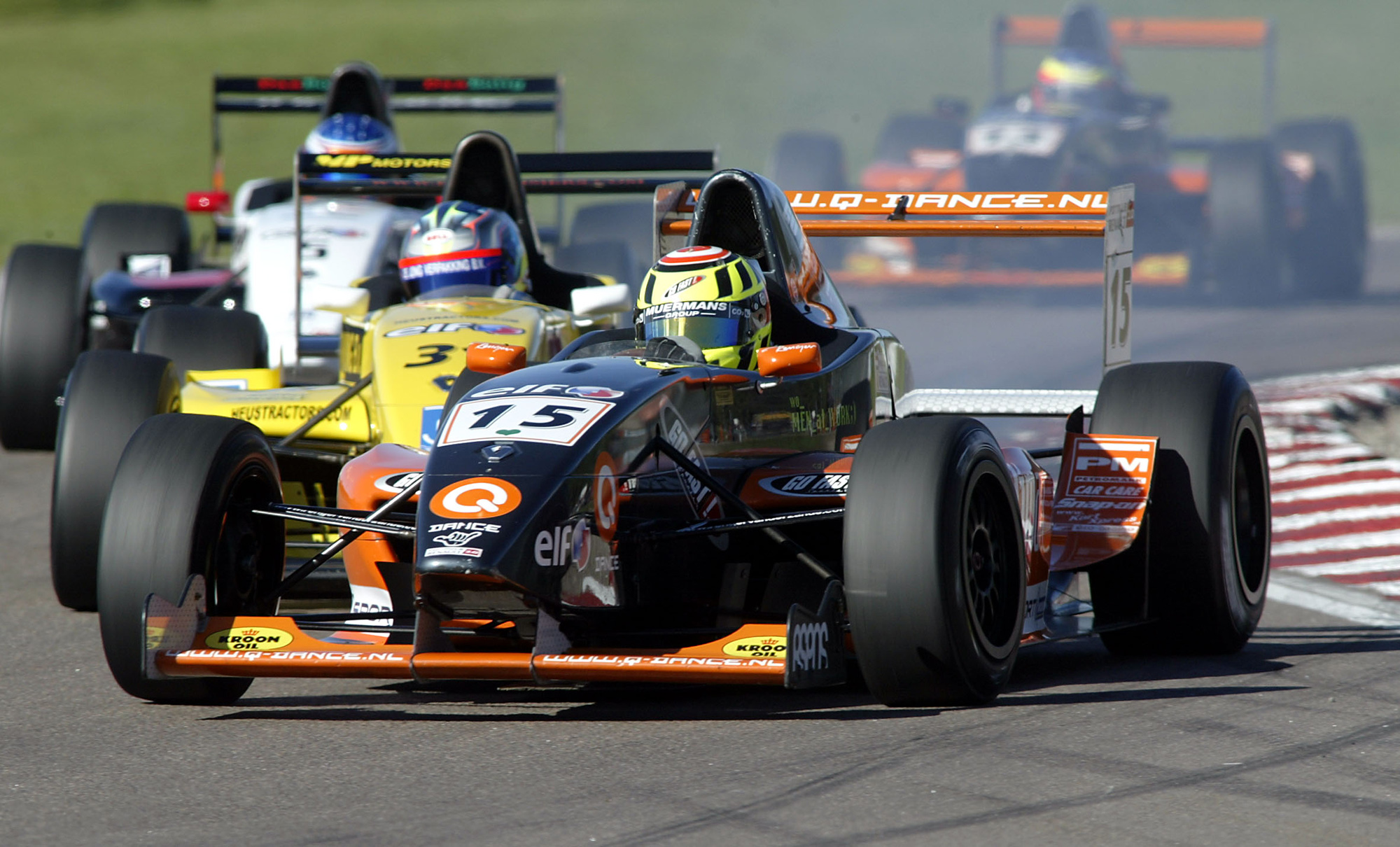
ون در زنده در سال ۲۰۰۵

ون در زنده با پیروزی در مسابقات فرمول رنو ۲۰۰۰ هلند در سال ۲۰۰۵ با تیم ون آمرسفورت ریسینگ، سه مسابقه برای تیم ای ۱ هلند در فصل ۲۰۰۶-۲۰۰۷ به دست آورد.
او در سال ۲۰۰۷ و ۲۰۰۸ در فرمول سه یورو برای تیم پریما پاور تیم رانندگی کرد و با جلب اعتماد تیم در مسابقات جی پی ۲ آسیا در سال ۲۰۰۸-۰۹ شرکت کرد جایی که جایگزین میکا مکی میشد.

## نتایج مسابقات

### نتایج حضور در مسابقه ۲۴ ساعته لمانز
| سال      | تیم                     | هم تیمی                    | خودرو                     | کلاس              | دور | Pos.                 | Class Pos.           |
| -------- | ----------------------- | -------------------------- | ------------------------- | ----------------- | --- | -------------------- | -------------------- |
| ۲۰۱۸     | دراگون اسپید            | بن هانلی هنریک هدمن        | BR Engineering BR1-گیبسون | لمانز پروتوتایپ ۱ | ۲۴۴ | "به خط پایان نرسیده" | "به خط پایان نرسیده" |
| ۲۰۱۹     | دراگون اسپید            | بن هانلی هنریک هدمن        | BR Engineering BR1-گیبسون | لمانز پروتوتایپ ۱ | 76  | "به خط پایان نرسیده" | "به خط پایان نرسیده" |
| ۲۰۲۰     | دراگون اسپید            | بن هانلی هنریک هدمن        | اورکا ۰۷-گیبسون           | لمانز پروتوتایپ ۲ | ۳۶۱ | ۱۶ ام                | ۱۲ ام                |
| ۲۰۲۱     | اینتر یوروپل کامپتشن    | جیکوب اشمیسکی الکس براندل  | اورکا ۰۷-گیبسون           | لمانز پروتوتایپ ۲ | ۳۶۰ | دهم                  | پنجم                 |
| ۲۰۲۲     | جی ام دبلیو موتوراسپورت | جیسون هارت مارک کوام       | فراری ۴۸۸ جی تی ای        | جی تی ای آماتور   | ۳۳۱ | ۵۰ ام                | ۱۵ ام                |
| ۲۰۲۳     | چیپ گاناسی ریسینگ       | سباستین بورده اسکات دیکسون | کادیلاک وی-سریز.آر        | هایپر کار         | ۳۴۰ | چهارم                | چهارم                |
| ۲۰۲۴     | چیپ گاناسی ریسینگ       | سباستین بورده اسکات دیکسون | کادیلاک وی-سریز.آر        | هایپر کار         | ۲۲۴ | "به خط پایان نرسیده" | "به خط پایان نرسیده" |
| Sources: |                         |                            |                           |                   |     |                      |                      |